# 거꾸로 된 파테마
《거꾸로 된 파테마》(일본어: サカサマのパテマ 사카사마노파테마[*], 영어: PATEMA INVERTED)는 2013년 공개된 일본의 애니메이션 영화이다.

## 개요
스튜디오 릿카의 요시우라 야스히로가 《이브의 시간》에 이어서, 원작·감독·각본을 맡아서 제작하는 SF 애니메이션 작품이다. 2012년 극장 개봉이였지만, 제작상의 사정에 따라서 2013년 개봉으로 바뀌게 됐다. 요시우라는 이 작품에 대해서 (가게 속의 에피소드가 많았던 전작품인  《이브의 시간》과 다르며), 바깥 이야기로 하고 싶다고 하고 있다. 주제가는 〈Patema Inverse〉이며, 이 곡은 작중의 세계관을 단적으로 표현하기 위해서, 가사는 에스페란토로 쓰여져있다.

## 줄거리
“옛날에 많은 죄인이 하늘로 끌려갔다”라며 ‘하늘’을 증오하는 세계 아이가. 그 곳에 사는 소년 에이지는 하늘을 목표로 하고 있는 에이지의 친부인 에이이치를 사고로 잃고나서 지금의 생활에 울분이 격회되어 있었다. 한편, 지하세계의 파테마는 오랜 시간 동안 행방불명이 된 친구 라고스를 찾으며, 날마다 산책을 하고 있었다. 어느 날, 갑자기 나타난 거꾸로 인간에게 습격을 당하여 더욱 더 깊은 곳으로 떨어진 파테마는 에이지를 만나게 된다.  거꾸로 존속(サカサマ人)의 존재에 놀란 에이지였지만, 그녀를 숨겨주기로 한다.
그 때, 거꾸로 존속가 나타났다는 보고를 받은 아이가의 군주 이자무라는 치안경찰인 자쿠에게 수색을 명령한다. 에이지는 파테마를 데리고 도망치려고 하지만 잡혀 버린다. 에이지는 엄격한 신문 후에 풀리지만, 그 때 친부의 죽음이 사고가 아니라 암살이였던 것을 알게 된다. 그리고, 이자무로 밑으로 끌고 온 파테마가 눈으로 목격하게 된 것은 보존액에 갇힌 라고스의 사체였다.
실의에 빠진 에이지 앞에 파테마를 찾으러 온 폴타가 나타난다. 두 사람은 협력해서 파테마가 강금되어 있는 탐으로 향하지만, 구출 직전에 이자무라가 발견한다. 게다가 이자무라에게 잡혔던 파테마를 구출하려고 한 순간에 족쇄의 무게 때문에 에이지와 파테마는 하늘로 떨어져 버린다. 하지만, 계속 떨어지고 있던 두 사람이 목격한 것은 넓은 지면과 그 곳에 무수히 많이 설치되어 있던 기계였다. 무사히 착지한 두 사람은 에이지의 친부가 죽을 때에 탔던 비행선을 발견한다. 그리고, 안에서는 에이지의 친부와 라고스의 교류 기록이 남겨져 있었다.
에이지는 파테마를 지하로 돌려보내기 위해서 비행선을 타고 다시 에이가를 목적지로 한다. 무사히 아이가에 다다른 두 사람은 서둘러서 지하로 향하지만, 두 사람을 헤치려는 이자라무가 추적하고 있었다. 이자무라는 지하 세계의 상층으로 에이지와의 격한 싸움 끝에, 상층에 생긴 구멍으로 떨어지지만, 구멍으로부터 보인 것은 폐혀가 된 고층 건물들과 진짜 하늘이였다.
여기서, 아이가가 사실은 지하의 거대 공간에 만들어진 세계인 것, 파테마 쪽 사람들은 대재앙을 낳은 과학자들의 자손이며, 거꾸로 된 사람들=아이가의 주민을 살피기 위해서, 지상과 아이가의 중간에 있는 지하로 옮겨 산 것이 밝혀진다. 파테마에게 (거꾸로) 매달려서 에이지는 새로운 세계로의 한 발을 내딛어 가게 된다.

## 등장인물
파테마 (일본어: パテマ) 
성우 - 후지이 유키요
여주인공.  지하 세계의 족장 딸(양녀). 밝고 천진난만한 성격이며, 혼란스러우면 격정에 사로잡힌다. 미지의 세계로의 호기심과 행방불명의 라고스를 찾고 있는 도중, 이상한 곳으로부터 아이가로 떨어졌다.
에이지 (일본어: エイジ) 
성우 - 오카모토 노부히코
주인공. 중등부 2학년. 관리하에 있는 아이가를 싫어하며, 교사에게 반발하거나 하늘을 올려다보거나 하는 불량소년. 부진은 에이이치이며, 그를 존경하고 있다.

### 지하세계 (파테마 측)
폴타 (일본어: ポルタ 포루타[*]) 
성우 - 오하타 신타로
지하세계에 사는 소년. 무턱대고 살살이이지만, 행동력이 있으며, 파테마를 걱정하는 상냥한 면도 있다.
지이 (일본어: ジィ) 
성우 - 후쿠마츠 신야
지하세계의 족장 대리인. 파테마를 길러준 사람. 규칙을 중시하는 진지한 남성.
라고스 (일본어: ラゴス) 
성우 - 카토 마사유키
파테마가 동경하고 있는 모험가. 몇 년 전부터 행방불명이다.

### 아이가 (에이지 측)
이자무라 (일본어: イザムラ) 
성우 - 하시 타카야
아이가 군주국을 좌지우지하는 절대적 독재자. 좋아하는 총은 발터 P38의 황금으로 도금된 것. 치안 경찰의 뜻대로 다루는 적대적으로 강대한 권력을 소유하고 있다. 철저한 관리사회를 형성하는 것으로 국가 운영을 이끌어서는 자신들의 절대적인 권력의 표면상의 안정화를 실현하고 있다. 하늘로 떨어지고 있는 사람을 범죄자라고 하며, 자신들은 정당한 인류의 자손인 것을 주장하고 있다. 그 때문에 아이가 군주국에서 하늘은 더러운 것이며, 이자무라는 지하인을 “옛날에 하늘로 끌려간 죄인들의 후손”으로 꺼리며 싧어하고 있다.
자쿠 (일본어: ジャク) 
성우 - 야스모토 히로키
이자무라 직할의 치안 중앙구 관할대의 대장. 이자무라와는 예로부터의 동료답게 이자무라로부터의 신뢰도 두껍다. 기본적으로는 명령에는 순종하고는 있지만, 드물게 그의 정의감으로부터 명령에 등지는 것이 있다.
에이이치 (일본어: エイイチ) 
에이지의 부친으로 기술자. 아이가 군주국에서는 상당히 유명한 기술자인 듯하지만, 어느 때를 경계로 평가는 떨어져, 비행선에서 하늘로 가려고 했을 때에 사고로 사망한다.
카호 (일본어: カホ) 
성우 - 우치다 마아야
에이지의 반 친구. 성적 우수, 품행방정한 여학생. 에이지에게 아련한 호의를 보이고 있다.

## 세겨관·용어 해설
대재앙 후, 인류는 실험의 실패로 대혼란에 빠지게 된다. 그래서 인류 모두 지하(에이지는 파테마보다 더 깊숙한 지하세계에서 살고 있는 것이다. 소년 에이지가 올려다보는 하늘은 인공하늘로 소녀 파테마의 입장에서 보면 땅이 없어 발을 디딜 수 없는 두려운 곳이다.)에서 생활하게 된다. 그리고 사건의 발단인 실험을 주도하고 있던 연구자들은 책임을 느껴 같이 지하세계(소녀 파테마가 사는 곳)에 살게 된다. 중력이 뒤바뀐 세상에 살고있는 소년 '에이지'와 뒤바뀌지 않은 세상에서 살고있는 소녀 '파테마'의 만남처럼 두 세계 사이에도 처음엔 교류가 있었지만, 때가 지남에 따라 점차 사라지게 된다.
대재앙
옛날에 인류가 중력으로 에너지원을 얻을 수 있도록 하는 실험이 실패한 후 사람이나 물건, 모든 것들의 중력이 뒤바뀌어버렸기 때문에 일어난 것, 대부분의 인류는 하늘로 떨어지고 희생되었다. 간신히 살아남은 인류(중력이 바뀌지 않은 파테마 쪽 사람들)는 지하에, 바뀐 인류(에이지 쪽 사람들)는 더 깊은 지하세계에 머문다는 2개로 나눠진 형태(소녀 파테마 입장에서 하늘은 보이지 않는다. 그러나 소년 에이지 입장에선 인공하늘을 만들었기 때문에 하늘이 보인다.)로 살아남은 것이 된다. 일부 과학자들은 책임을 느끼고 같이 지하로 숨게 된다.
아이가 군주국
'이자무라'라는 남자를 군주로 한 가공의 국가. GDP나 인구 등은 불명, 이자무라에 의한 독자가 행해지고 있으며, 하늘을 더럽고 추악한 것으로 본다는 철저한 세뇌교육을 행하고 있는 관리사회이다. 시민 권리를 도입하고 있으며, 대상은 남녀노소 모두이다. 생활 태도나 범죄율 등으로 점수가 평가된다.
치안경찰
아이가 군주국(소년 에이지가 사는 세계)의 국가 공안기관에 소속된 경찰이다. 호신용 고압 전류층, 그물 론처, 경봉이나 저격총 등으로 무장하고 있으며 대부분 검은 코트와 부츠, 방독 마스크와 헬멧을 착용하고 있다. 이러한 생김새로 지하세계로부터 '박쥐인간(소녀 파테마 입장에선 거꾸로 서있기 때문)'이라 불리게 된다.

## 인터넷 공개판
영화 본편의 서장에 맞는 에피소드가 《거꾸로 된 파테마 Beginning of the day》로, 2012년 2월에 GyaO! 및 니코니코 동화로 공개되고 있다.
공개일
- 1회 2012년 2월 25일 공개
- 2회 2012년 3월 25일 공개(니코니코 동화는 3월 24일 선행 공개)
- 3회 2012년 6월 25일 공개
- 4회 2012년 8월 25일 공개

## 거꾸로 된 파테마 another side
《거꾸로 된 파테마 another side》는 toi8의 만화작품이다. 《거꾸로 된 파테마》의 다른 스토리. 《월간 빅 간간》 2012년 Vol.04(2012년 3월 24일 발매)부터 2013년 Vol.09(2013년 8월 24일 발매)까지 연재됐다.

### 등장인물
밋코 (일본어: ミッコ) 
주인공. 14세. “허풍쟁이”라고 불린 할아버지의 유언으로부터 바깥세계에 동경되고, 자주 지하를 탐색을 하고 있다.
할아버지 (일본어: じいちゃん) 
5년 전에 돌아가신 밋코의 할아버지. 밋코에게 바깥세계의 존재를 가르쳤다.
누나 (일본어: 姐ちゃん) 
밋코와 함께 살고 있는 소꿉친구.
발탄 (일본어: バルタン) 
지하의 서고에 혼자서 살고 있는 소년. 미형. 주인공의 서고로 혼자서 살고 있는 소년. 미형. 주인공이 사는 마을에서는 옛날에 어떤 남자가 요술로 여자 10명을 잡아간다는 전설이 전해져있지만,  그 4세계 후의 자손이사고 생각된다.

### 단행본
전1권.
- 2013년 10월 25일 초판 ISBN 978-4-7575-4106-1

## 같이 보기
- 업사이드 다운 (2012년 영화)